# Demetrio Paernio
Demetrio Paernio (Genova, 19 agosto 1851 – 20 agosto 1914) è stato uno scultore italiano.

## Biografia

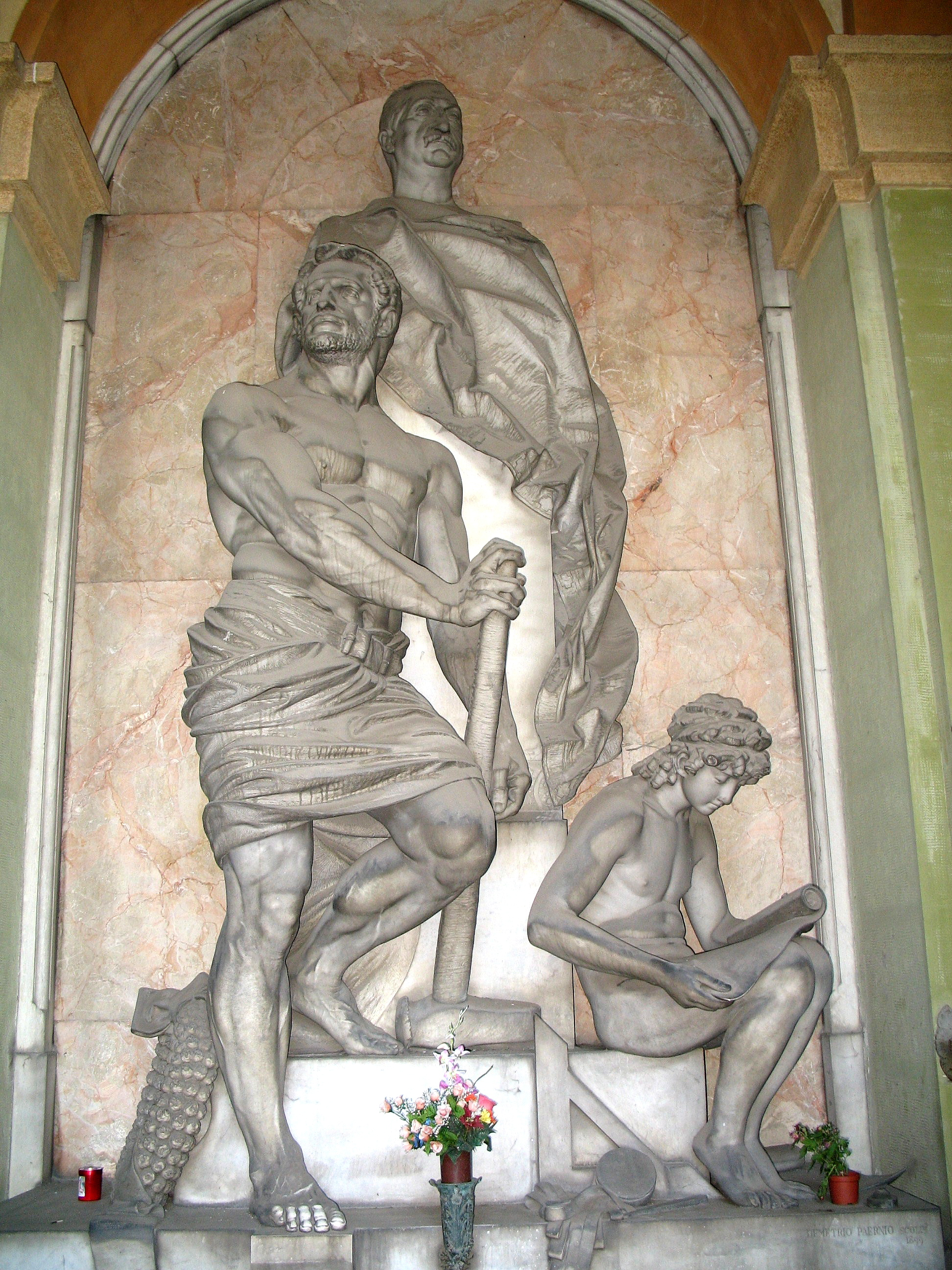
Tomba Carlo Celesia, del 1899: un momento "michelangiolesco" dell'artista che precede l'ultima fase simbolista delle tombe Appiani e Lavarello.

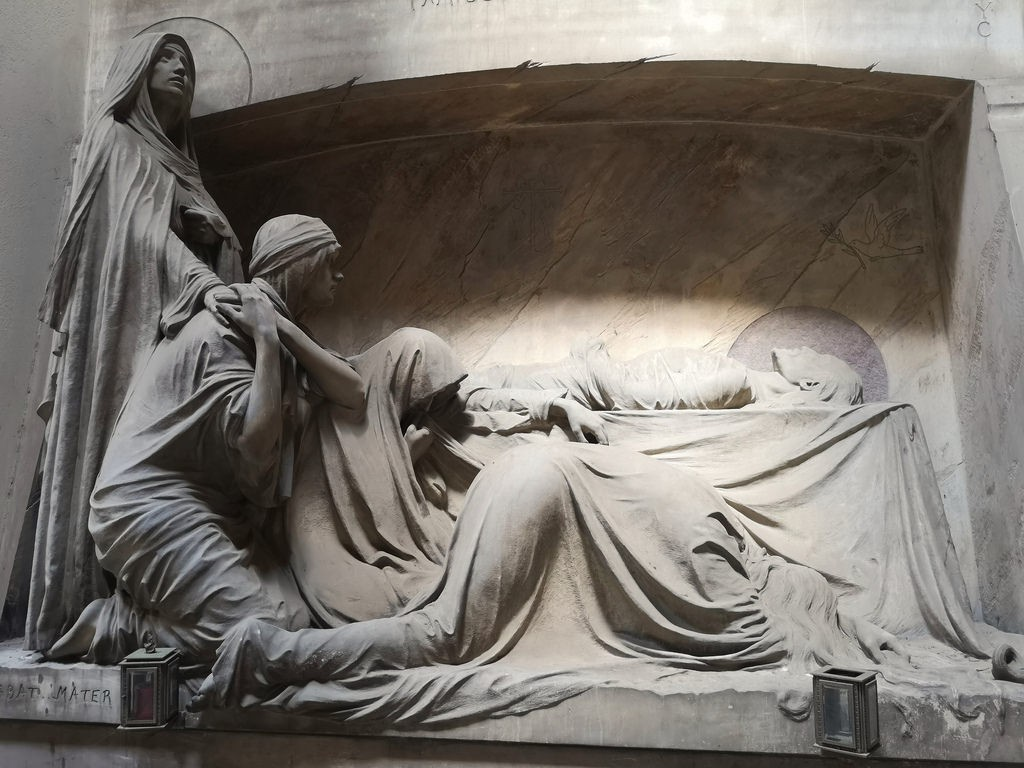
La tomba Appiani, del 1910.

Genovese, ma di famiglia originaria di Bissone nel Canton Ticino, come quelle di altri scultori genovesi, a cominciare da Giuseppe Gaggini, studiò all'Accademia Ligustica di Belle Arti, dove fu allievo di Santo Varni. Partecipò alla Promotrice di Genova nel 1866.
Abbandonò gli studi per combattere nella terza guerra di indipendenza, come volontario, nelle file di Garibaldi. Ancora nel 1867 seguì Garibaldi a Mentana. Quindi fu ancora impegnato nel servizio militare. Infine riprese e portò a termine gli studi all'Accademia.
Nel 1875 collabora come giovane scultore con il più anziano G.B. Cevasco, ancora legato alle precedenti matrici formali neoclassica e romantica. Riappare tra gli esponenti alla Promotrice di belle arti di Genova a partire dal 1874. A questa dimostrazione parteciperà ancora nel 1876, 1877, 1878, 1884, 1886, 1887, 1892, 1893, 1907. Partecipa anche all'Esposizione di Torino del 1884 presentando l'opera Dopo il delitto, Garibaldi.
Il suo successo è garantito dal ritratto e dalla scultura di genere. In questo periodo vive il passaggio stilistico dall'ambito neoclassico e romantico a quello del cosiddetto realismo borghese la cui espressione migliore in Genova rimane nelle statue del Cimitero monumentale di Staglieno. Il successo ottenuto con il ritratto gli procura commissioni anche all'estero, ad esempio in America Meridionale, dove italiani qui emigrati gli chiedono statue per i loro monumenti funebri.
Esegue ritratti di Giuseppe Garibaldi e di Mazzini; di questi ultimi uno è oggi nel palazzo Tursi di Genova e un altro, in bronzo, nel palazzo dell'Università. Sempre il Corpo Accademico universitario genovese il 3 giugno 1886 gli commissiona un busto in bronzo di Giuseppe Garibaldi. Tra le richieste fuori Genova si ricorda a Poggio Imperiale (Foggia) il busto-ritratto del Principe Imperiale (Placido Imperiale). eseguito nel 1886 su richiesta di Domenico e Cesare Imperiale, discendenti dell'illustre personaggio.
Un repertorio dell'opera di Paernio rimane soprattutto al Cimitero monumentale di Staglieno. Qui sono infatti le sue opere iniziali, quali la statua del penalista Luigi Priario, commissionatagli dalla vedova Anna Lodola. In questa, nella statua del Priario, in atto oratorio, e della vedova a lato del piedistallo la sua abilità nel ritratto si unisce al gusto del realismo borghese. Procede poi con il monumento funebre per Francesca Gabella Parodi (1895).
Una variante a questi modi viene dalla tomba Currò, con il Cristo, del 1896, che fu anche premiato all'esposizione di Parigi del 1900 con medaglia d'oro. La tomba Celesia, del 1899, dove invece si lascia trascinare da un imponente michelangiolismo, nel tentativo di uscire dai precedenti modi.
Complessivamente come artista il Paernio segue le correnti del momento. In ultimo si avvia ad una svolta simbolista, nella quale però mantiene la forma nitida delle superfici, richiamandosi alle invenzioni prerafaellite. In questa ricerca allunga le figure conferendo ad esse un'impronta spiritualizzata, come nella tomba Currò, o nella tomba Frixione a Staglieno, od ancora la tomba De Allende al Buceo di Montevideo.
Un definitivo superamento del realismo borghese lo raggiunge nelle ultime tombe, dopo il 1900. Qui, partendo dalle innovazioni dello scultore Scanzi, arriva ad una resa immediata e non più particolareggiata delle superfici che acquistano maggiore intensità simbolista. Questo accade principalmente nelle tombe Appiani, del 1910, eseguita per Carlotta Croce ed eredi di Giovanni Appiani, e nella tomba Lavarello, del 1914, una delle ultime statue dello scultore. Nella tomba Appiani recupera la nuova linea simbolista, ad esempio nella resa delle aureole, geometricamente incise sulle superfici di fondo.
Nella tomba Lavarello, ultima sua opera, il cui insieme viene progettato dall'ingegnere Giuseppe Predasso, è di Paernio la scultura che definisce il passaggio ultimo dell'artista, nel dialogo tra la ragazza e la morte. Da notare che la giovane donna che si confronta con il teschio, è una creazione complessa, in cui si inserisce in un corpo stilizzato e purificato nelle linee, il volto che è un vero e proprio ritratto, memoria dell'epoca del realismo borghese, di un rapporto con il dato diretto cui l'artista non rinuncia mai del tutto. Il riferimento è esplicitamente al simbolismo nordico, con un preciso richiamo ad un disegno del più giovane pittore finlandese Magnus Enckell (1870-1925), che nel 1893 aveva disegnato ad acquerello un ragazzo in muto dialogo con il teschio alla cui posizione si richiama la nostra opera.

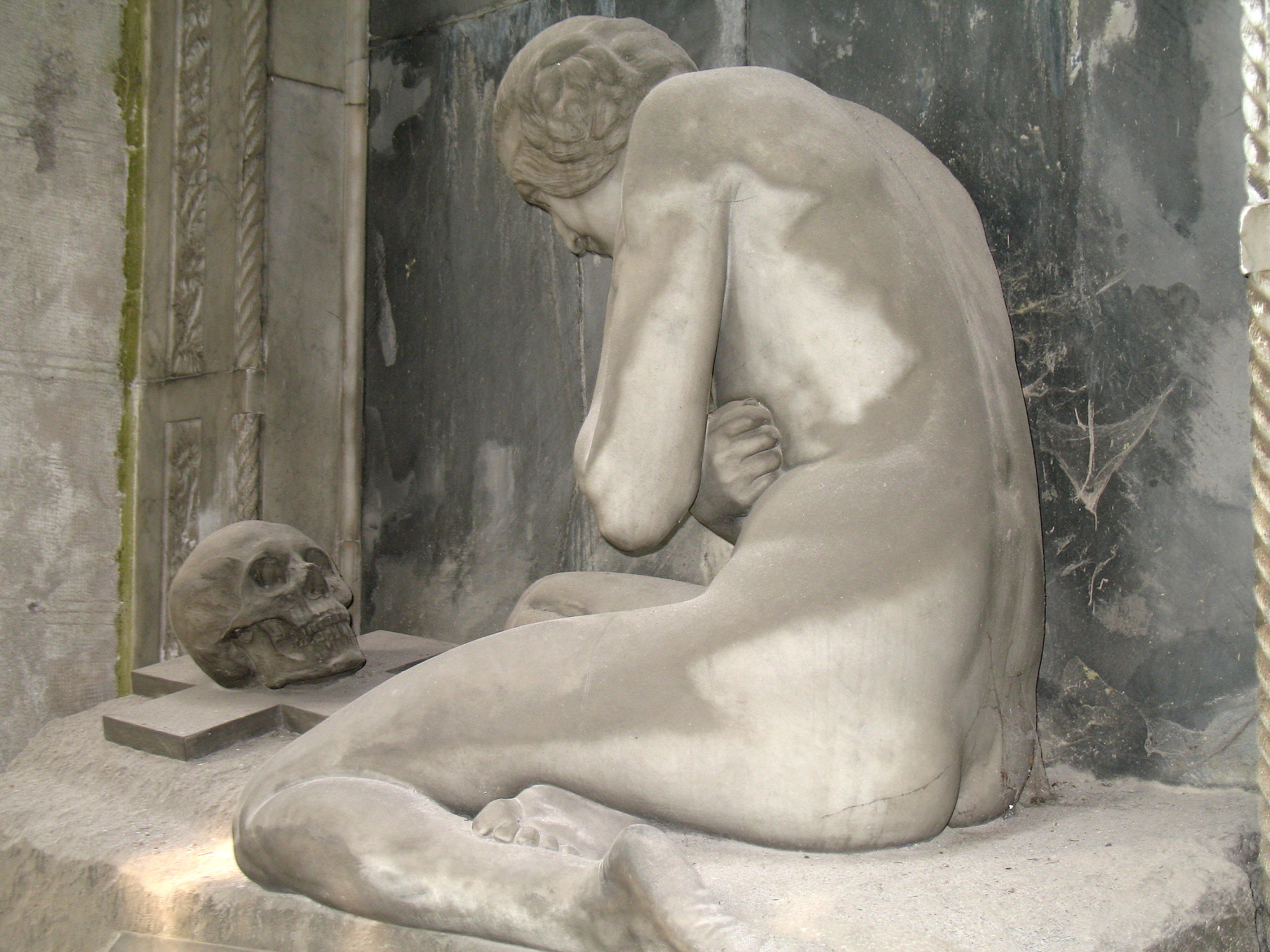
Tomba Lavarello, ultima opera di Paernio, del 1914.
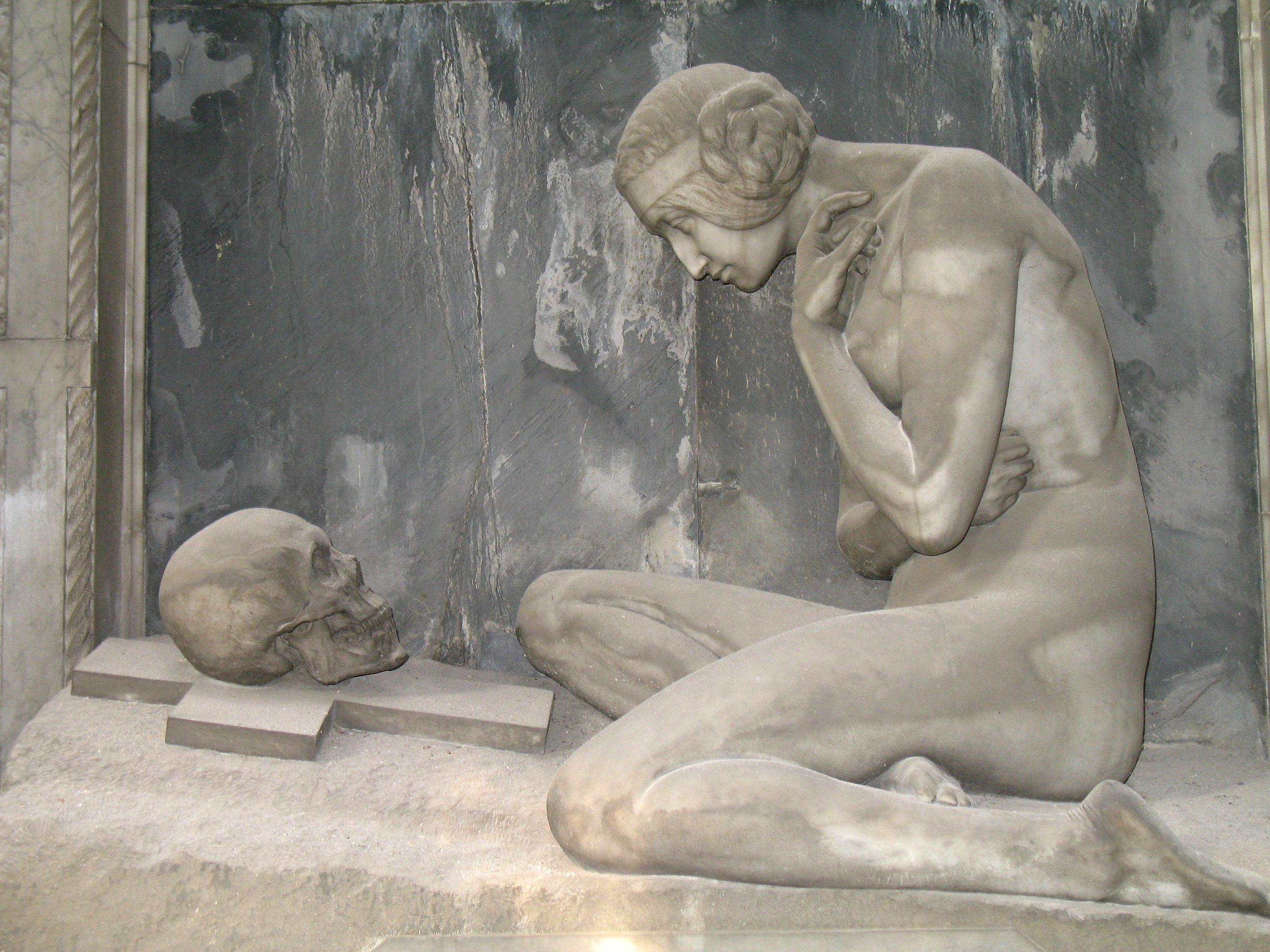
Tomba Lavarello.  Il simbolismo si è definitivamente affermato.
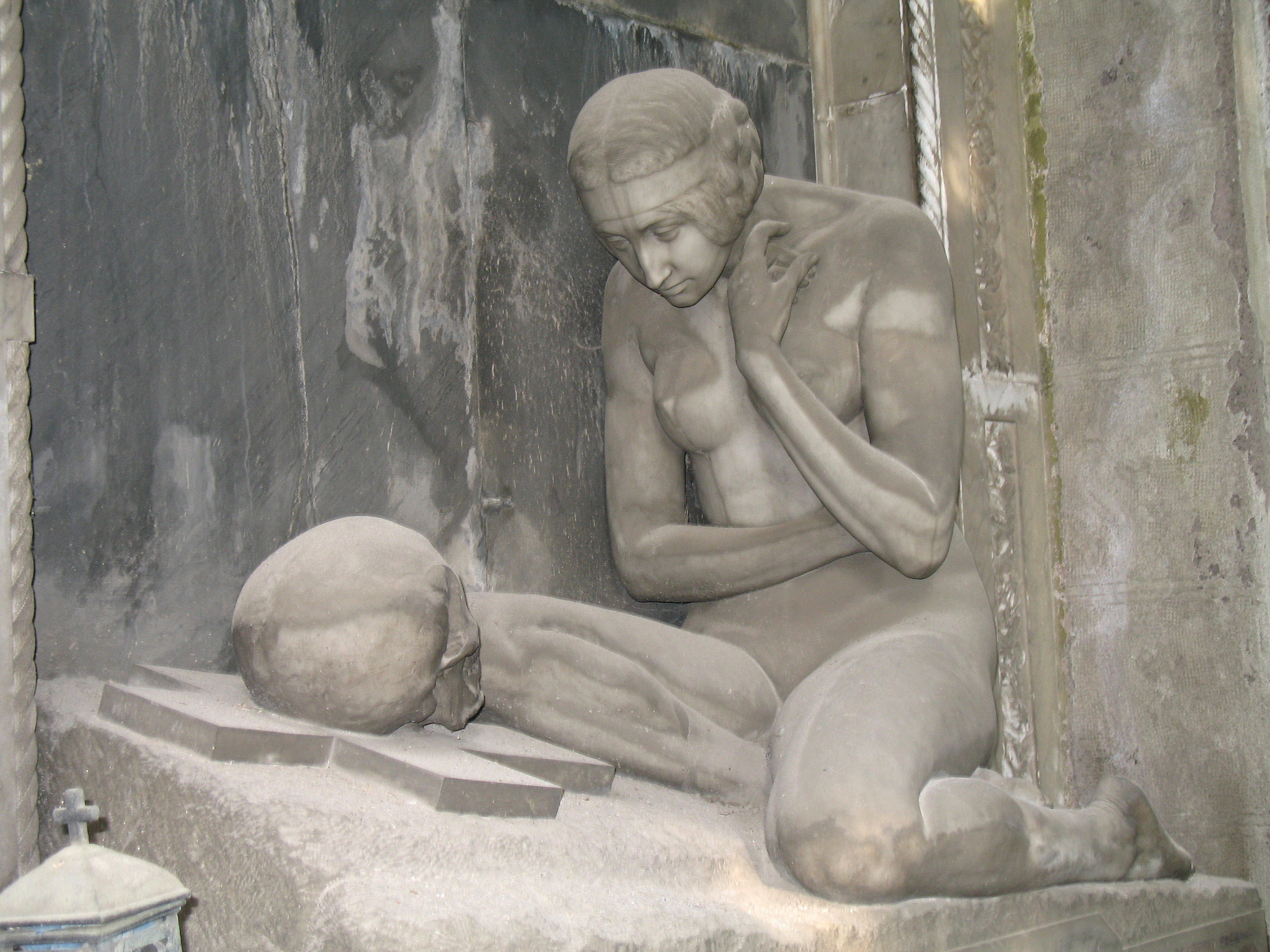
Tomba Lavarello.

## Tombe in Staglieno di Demetrio Paernio
- Ambrosoli De Katt
- Appiani, 1910
- Enrico Baghino, deced. 1901, tomba dello stesso anno
- Bonifacio Giuseppina, 1900
- Colonnello Antonio Burlando, garibaldino dei Mille
- Francesca Cabella in Paradis, 1895
- Michelangelo Cambiaso, 1908
- Canessa
- Melania Casella, 1895
- Stefano Castagnola (allora celebre avvocato repubblicano), 1893 (deceduto 1891)
- Carlo Celesia, 1899
- Nicola Currò, 1896
- Enrichetta Dall'Orso, 1882
- De Ferrari, 1887
- Erasmo Forzano, 1911
- Freccia, 1904
- coniugi Fregaro (o Fregario), 1903
- Frixione
- Frissone Frassinetto
- Ghiglione, 1914
- Hofer
- Lavarello G.B., 1914
- Magni (1901)
- Bianca Croce in Maine, 1902
- Angelo Maino, 1906
- Mannu Sauli, 1910
- Mazzoleni, defunto 1878
- Vincenzo Migliara, 1897
- Montebruno, defunto 1886
- Stefano Olivari, 1908
- Cesare Parodi, defunto 1895
- Luigi Priario (o Priaro, allora famoso avvocato e gerente di giornali repubblicani), 1879-1881
- Alfonsina Scoti, 1913
- Serra Quartara, 1900
- Strini, 1887
- Uziel, della famosa famiglia di patrioti veneziani, garibaldini dei Mille e repubblicani, 1893
- Giovanna Zerega in Baciocco, 1906

## Tombe nel cimitero monumentale di Milano di Demetrio Paernio
- Elena Rosa Penco, 1906